# 松山足羽
松山 足羽（まつやま あすわ、1922年2月1日 -2017年12月28日）は、日本の俳人。

## 略歴
福井県福井市生まれ。1944年「山茶花」「趣味」入会。敗戦で大陸から引き揚げ。1953年「寒雷」(加藤楸邨)「花実」同人。1970年「河」（角川源義）入会、1975年同人、俳人協会会員。1979年「人」創刊同人、発行所代表。1982年「人」結社賞。1988年「川」創刊主宰。俳人協会幹事。

## 著書
- 『鉄橋 松山足羽句集』本阿弥書店 1986年12月 全国書誌番号:87053920 / 東京四季出版 2010年9月 ISBN 978-4812906330
- 『座高』角川書店、1995年8月。ISBN 4048714864
- 『松山足羽集』(自註現代俳句シリーズ) 俳人協会 1999年5月 全国書誌番号:20019287
- 『山河 句集』本阿弥書店 2001年8月 ISBN 4893737392
- 『俳句から俳句へ』本阿弥書店 2001年8月 ISBN 4893737406
- 『愛の欲し 句集』(新精選作家双書) 本阿弥書店 2007年4月 ISBN 978-4776803539
- 『男唄 句集』(平成の100人叢書) 本阿弥書店 2010年4月 ISBN 978-4776806950
- 『課題句実践講座100』本阿弥書店 201311 ISBN 978-4776810506
- 『一人 句集』本阿弥書店 2014年2月 ISBN 978-4776810599
- 『究むべく 句集』(歳華シリーズ) 東京四季出版 2016年5月 ISBN 978-4812907832

## 関連書
- 遠藤若狭男『人生百景 松山足羽の世界』本阿弥書店 2016